# Iglesia parroquial de Nuestra Señora del Olmo
La Iglesia parroquial de Nuestra Señora del Olmo, también conocida como Iglesia parroquial de Santa María del Olmo es un tempo religioso ubicado en Ceclavín, provincia de Cáceres (Extremadura, España). Fue declarada Bien de Interés Cultural en el año 1982.

## Historia
Su origen se sitúa en el año 1251 cuando decidió levantarse el templo en sustitución de una Iglesia primitiva tardorrománica. Esta decisión fue tomada durante una concordia entre el obispo de Coria y el prior de Alcántara que quedó estipulado en el Bulario de la Orden de Alcántara, tras la expansión económica y demográfica del territorio ceclavinero. En un principio el papa concedió su jurisdicción a la diócesis cauriense como residencia de verano, pero en el siglo XIII la iglesia pasó a formar parte de la jurisdicción de Alcántara. Allí, la Orden de Alcántara estableció una encomienda, que no fue ratificada hasta el año 1409 por el papa Benedicto XIII. El párroco solía ser el propio prior de la Orden de Alcántara, hasta que fue provista por concurso de curatos. Su jurisdicción volvió a formar parte del obispado de Coria en 1874.
El edificio, aunque posee muchas remodelaciones, comenzó a construirse por maestros canteranos de la Orden militar de Alcántara en el año 1495 y concluyó en el año 1528, aunque otras fuentes indican que se completó en 1557. Sin embargo, el coro y la sacristía fueron posteriores, como así lo indican una serie de inscripciones, en el año 1571.
El nombre de la parroquia proviene de 1794 cuando el cura párroco de Ceclavín, José Nogales Dávila y Palomares, especificó que la parroquia está dedicada a "Nuestra Señora de los Ángeles y título del Olmo", en virtud de la observancia franciscana de Extremadura. Sin embargo, se conoce que no siempre ha sido esa su titularidad. Una bula papal de 1631 denomina la iglesia como "parroquia de la Asunción".

## Construcción
La iglesia de Nuestra Señora del Olmo es una obra compleja que acabará diferentes estilos arquitectónicos como el renacentista o el barroco, pero que finalmente destaca su arquitectura del gótico tardío español. Su construcción se llevó a cabo en diferentes tramos entre los siglos XV y XVI como así lo indican algunas inscripciones grabadas en el interior de la iglesia.
| Lugar               | Inscripción |
| ------------------- | --- |
| Bóveda del socotoro | ESTE TEN / PLO HI / ZO HERNANDO / MORENO / M.P.M / J.J.H.J                                                              |
| Sacristía           | ANº DE 1575 / MORO MAYORDOMO                                                                                            |
| Ábside              | ESTA OBRA MANDO HAZE / R ESTE HONRADO CONCEJO / DE LIMNOSNAS TODO / MAIORDOMO HER / AN HERERO. ACABO / SE. ANNO DE 1557 |

El principal constructor que se conoce fue el cantero Hernando Moreno. Sin embargo, la creación de la sacristía se le atribuye a Pedro de Ibarra quien también fue el principal arquitecto del Convento de San Benito, sede de la Orden militar de Alcántara, o a sus discípulos Sebastián de Aguirre y Juan Bravo.

## Descripción

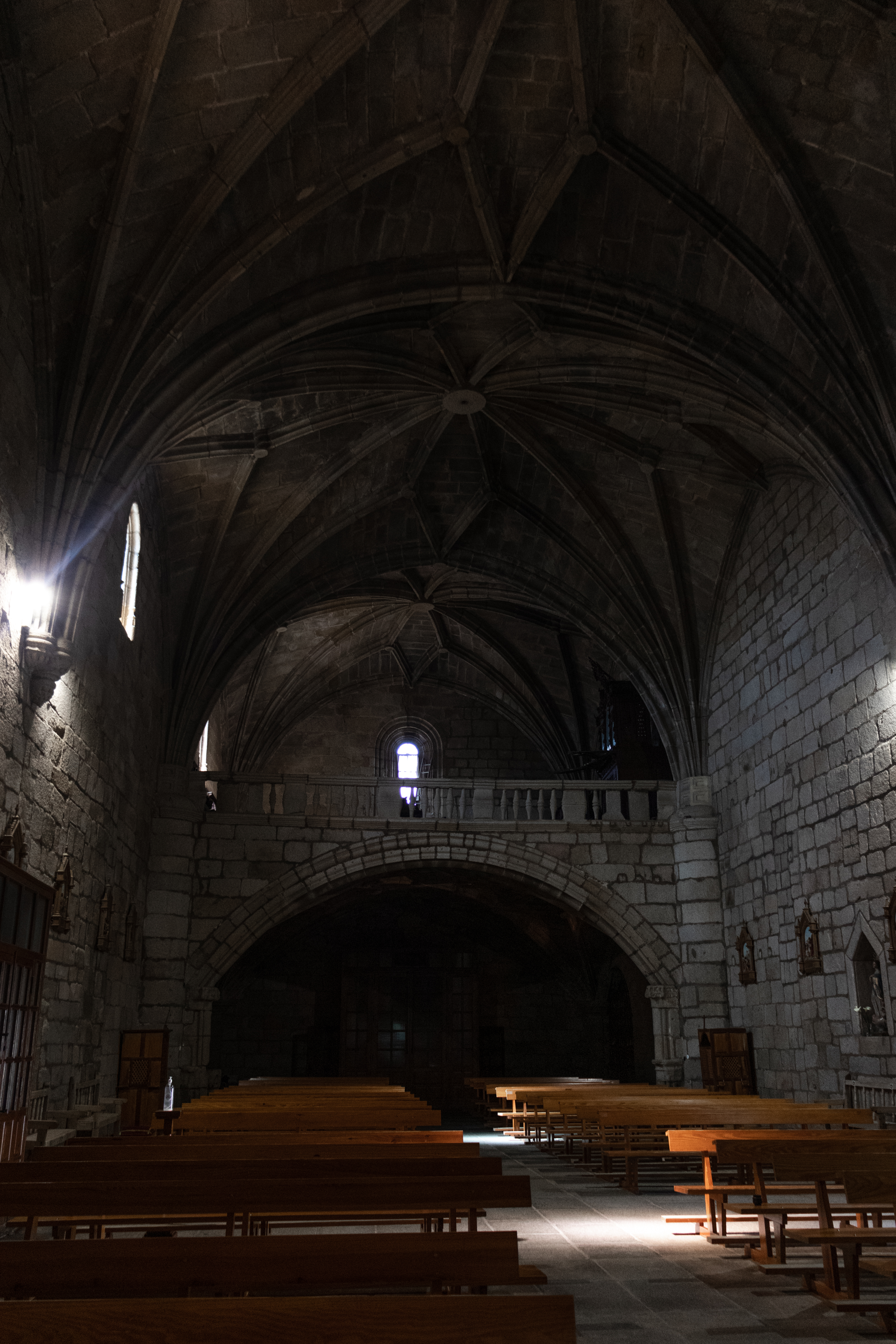
Interior de la iglesia de Nuestra Señora del Olmo

La edificación está formado por una nave con tres tramos. Cada tramo está cubierto con una bóveda de crucería estrellada con terceletes. Cada tramo está acompañado por arcos fajones y un arco de triunfo, todos ellos de medio punto. La sacristía se sitúa junto al presbiterio, de planta rectangular está seccionada en una bóveda de cañón de cinco tramos separados por seis arcos fajones. El acceso principal cuenta con una entrada en arco de medio punto en la fachada, rodeado por baquetones cilíndricos sobre los que descansa un hastial con una serie de arquivoltas. Desde la entrada principal se accede al coro por una escalera de caracol, situada al suroeste del edificio, donde encontramos un órgano barroco decorado con la cruz de la Orden de Alcántara donado a la Iglesia en el año 1880.

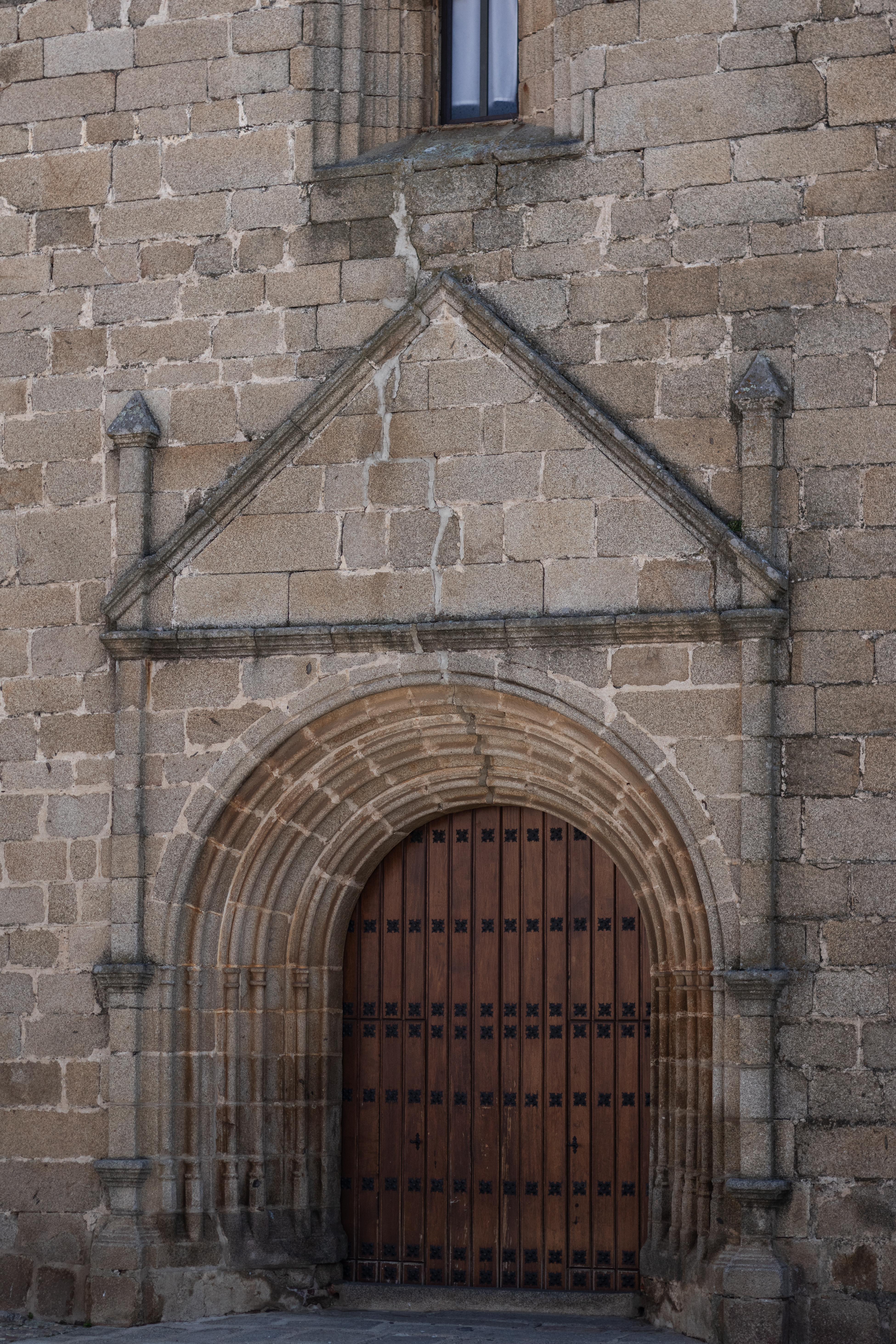
Hastial de la Iglesia de Nuestra Señora del Olmo

Al noreste de la Iglesia se sitúa una torre campanario de dimensión cuadrangular y gran altura. En lo alto de la torre se encuentran cuatro ventanales con arcos de medio punto para canalizar el sonido de la campana. Este campanario en un principio no debió formar parte de la edificación, dado que en 1879 se hipotecó el bien como garantía del censo. A los laterales de la capilla se sitúan dos retablos de estilo barroco. El retablo del Cristo está fechado en el año 1761 y el retablo del Evangelio está formado por una escultura de la virgen datada del siglo XVI. Con respecto al pavimento, no ofrece nada particular. Hasta finales del siglo XIX sirvió como cementerio de la encomienda, de la cual conserva cuatro sepulturas.
La parroquia conserva en su interior un tesoro de platería formado por una cruz procesional de estilo rococó fabricada en el año 1790 por Antonio Rincón. También se incluye un ostensorio de sol datado en el año 1669, una corona del siglo XVIII, un cáliz del siglo XVIII y, finalmente, otro cáliz de estilo imperial del año 1833.

### Retablo mayor

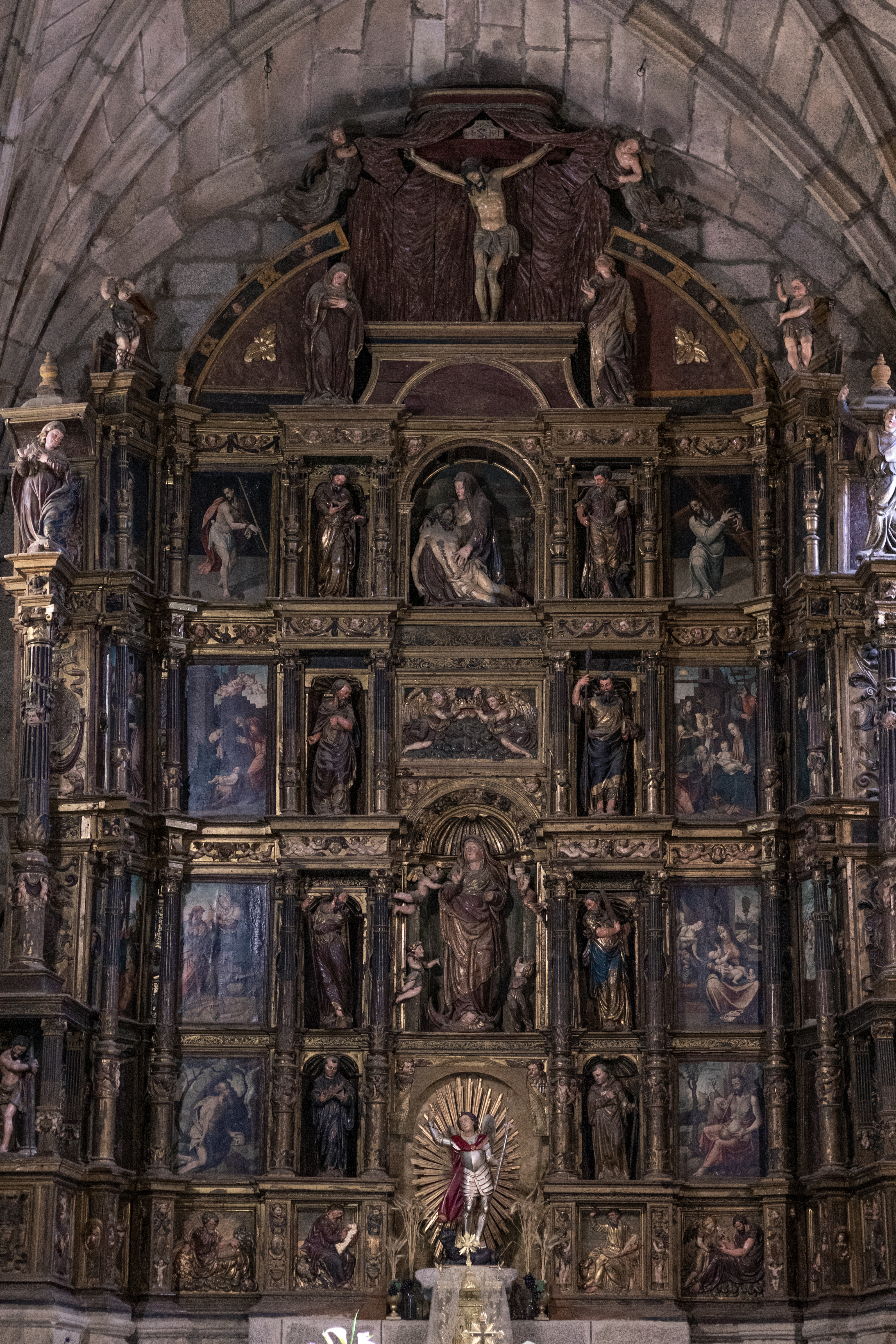
Retablo mayor de la Iglesia de Nuestra Señora del Olmo

Considerada uno de los mayores tesoros culturales de Ceclavín, el retablo mayor se incorporó a la capilla mayor de la iglesia entre los años 1553 y 1554. A diferencia de la edificación, el retablo ha sido calificado como parte del estilo renacentista. El retablo está levantado en tres cuerpos compuesto por cuatro balaustres gigantes similares a los de la parroquia de Torremayor y organizados en siete calles, todos ellos presididos por la figura de nuestra señora de los Ángeles. También está formado por un ático y dos estructuras laterales, todo esto fabricado en madera.

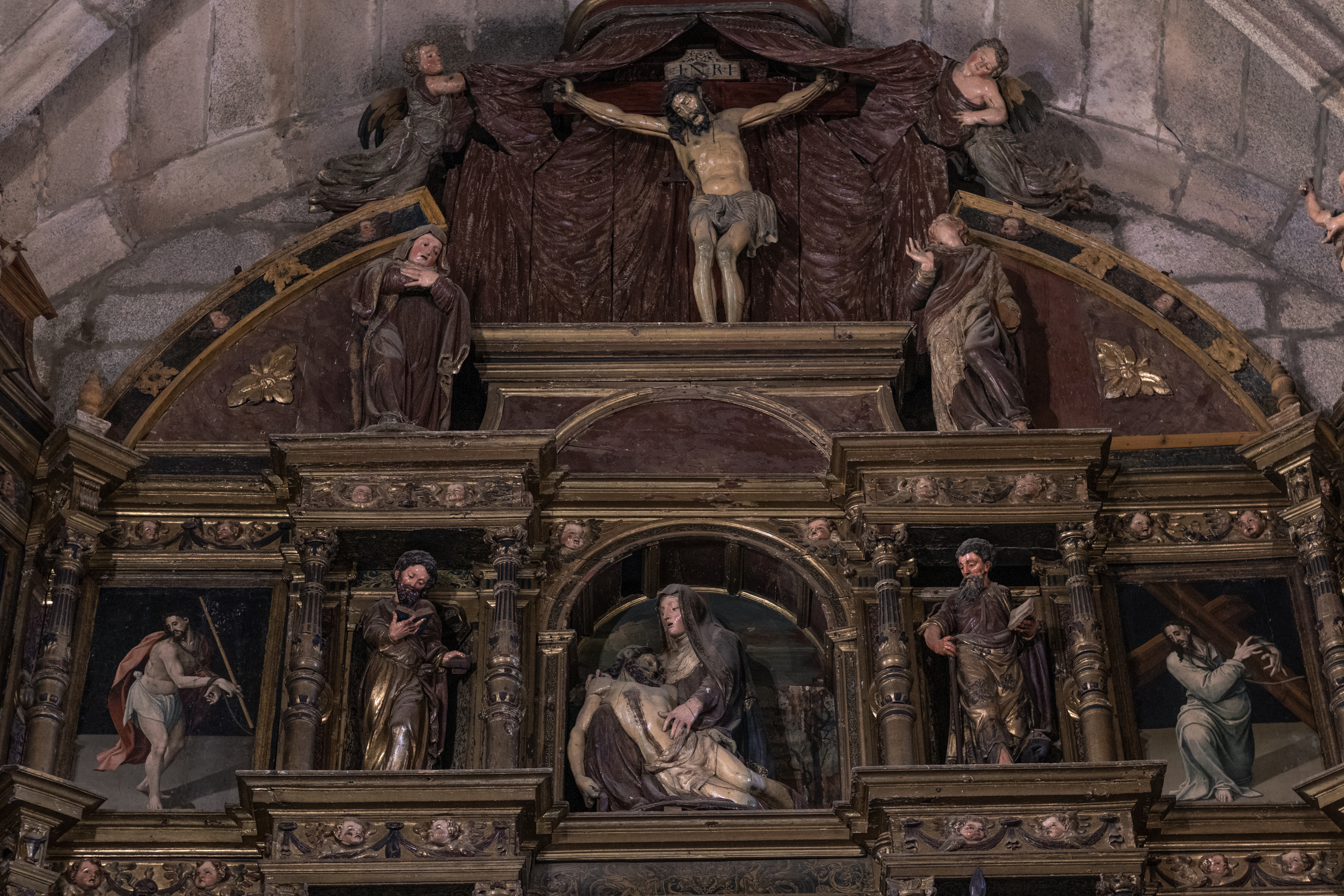
Primer y segundo cuerpo del retablo mayor

La iconografía del retablo es compleja y diversa. El banco principal está ocupado por los Evangelistas, difusores de la palabra de Dios, acompañados de cuatro Santas Mártires. Los plintos que rodean estas figuras están decorados con seis bustos humanos masculinos y femeninos. El primer cuerpo se divide en dos niveles separados por un lintel de carácter vegetal. El segundo cuerpo se construye con un relieve centrado en la Virgen de la Asunción y flanqueada por los apóstoles San Pedro y Santo Tomás. El tercer cuerpo está presidido por el grupo escultórico de la Quinta Angustia y flanqueado por dos apóstoles. Finalmente el ático, compuesto en medio punto, está compuesto por las figuras de Cristo crucificado, la Virgen María y San Juan sujetados por dos ángeles. El conjunto del retablo está completado por la representación de la Anunciación en sus extremos.